# Dubai Shopping Festival
Das Dubai Shopping Festival (DSF; arabisch مهرجان دبي للتسوق, DMG Mihraǧān Dubayy li-t-tasawwuq) ist eine Veranstaltung, die seit dem 15. Februar 1996 einmal jährlich in Dubai stattfindet, um den Einzelhandel zu beleben.
Mittlerweile hat sich diese Veranstaltung zu einer Touristenattraktion entwickelt, die jeweils einen Monat lang dauert; je nach Ramadantermin in der Zeit zwischen Ende Januar und März. 2003 wurde das Festival von 2,9 Millionen Menschen besucht.
Während des Dubai Shopping Festivals bieten die Geschäfte Rabatte an; es werden täglich Autos verlost, und ein Feuerwerk erleuchtet den Nachthimmel Dubais.
Dieses kommerzielle Festival hat mit dazu beigetragen, dass die Stadt den Ulknamen Do buy! (Auf Deutsch: Kauf!) trägt.